# Joe Smith, American
 Joe Smith, American és una pel·lícula estatunidenca dirigida per Richard Thorpe estrenada el 1942.

## Argument
Joe Smith és un ciutadà americà mitjà, que treballa en una fàbrica d'avions. Té accés als plans per una nova bomba i és segrestat per agents de l'enemic que infructuosament el torturen per aconseguir informació. Fuig i porta als seus captors cap a l'FBI.

## Repartiment
- Robert Young: Joe Smith
- Marsha Hunt: Mary Hewett Smith
- Harvey Stephens: Mr. Frederick 'Freddie' Dunhill
- Darryl Hickman: Johnny Smith
- Jonathan Hale: Blake McKettrick
- Noel Madison: Schricker, Abductor Who Socks Joe
- Don Costello: Mead, Abductor with Stain on Shoe
- Joseph Anthony: Conway, Abductor with Turkish Cigarettes
- William Forrest: August 'Gus' Stockton
- Russell Hicks: Mr. Edgerton
- Mark Daniels: Pete
- William Tannen: Eddie
- Ava Gardner

## Crítica
"Joe Smith, American" fa més per subratllar les raons profundes i indelebles per les quals aquest país està en guerra que gran part de les èpiques recents d'un milió dòlars amb tot el seu brau patriotisme. En aquesta pel·lícula no hi ha gens de música marcial, no hi ha cap exhibició d'armes i ningú no clava una medalla al pit de ningú. En canvi, l'autor i director han agafat simplement un americà tòpic i mostra, en un temps bruscament tallat quan la seguretat del seu país està en joc, com eren les petites coses, els petits records del que havia estat la seva vida.

## Rodatge
Aquesta pel·lícula va ser rodada a Culver City i Montebello, Califòrnia.